# پست گرجستان
پست گرجستان (گرجی: საქართველოს ფოსტა) شرکت پست گرجستانی است، که در سال ۱۹۱۰ تأسیس شد.